# La guerra di Tom Grattan
La guerra di Tom Grattan è una serie televisiva britannica prodotta da Yorkshire Television (YTV), un'emittente del gruppo ITV e trasmessa in Gran Bretagna tra il 1968 e il 1970. In Italia fu trasmessa dalla RAI nel 1973 e replicata nel 1975 e nel 1977.
Gli interpreti principali erano Michael Howe e Sally Adcock. Nella prima stagione gli autori furono Bernie Cooper e Tony Essex e la regia fu affidata a Michael Blakstad e Ronald Eyre; nella seconda stagione l'autore fu Frank Charles e il regista Stephen Frears. 
Il protagonista delle storie è Tom Grattan, un giovane che durante la prima guerra mondiale viene mandato presso parenti in una fattoria dello Yorkshire. In quella località fa conoscenza con Julie Kirkby e vive diverse avventure, imbattendosi in spie, sabotatori e trafficanti d'armi. 